# Megacamelus
Megacamelus — вимерлий рід наземних травоїдних тварин родини Camelidae, ендемічний для Північної Америки з міоцену до пліоцену 10,3—4,9 млн років тому, існує приблизно 5,4 мільйона років.
Це був один з найбільших родів верблюжих, що бродив по Землі разом із Megatylopus, Gigantocamelus, Camelus moreli, Camelus knoblochi, Aepycamelus та Paracamelus. Він сягав приблизно 3,4 м у висоту.

## Таксономія
Назву Megacamelus запропонував Фрік (1929). Фрік (1929) та Хані та ін. (1998) віднесли його до родини Camelidae.

## Поширення скам'янілостей
Скам'янілості були знайдені від Небраски до Айдахо та Південної Каліфорнії.